# Albien T'Kint
Albien T'Kint was burgemeester van Brabantse gemeente Hekelgem van kort na de Tweede Wereldoorlog tot 1958. Hij werd na de oorlog aangesteld als burgemeester nadat hij door de voltallige gemeenteraad werd voorgedragen.
Zijn grootvader Corneille T'Kint was schepen van Hekelgem en zijn zoon Alfons T'Kint werd ook burgemeester van Hekelgem. De kleinzoon van Albien T'Kint, Yvan T'Kint, werd burgemeester van de latere fusiegemeente Affligem.